# アメリカ国家科学賞
アメリカ国家科学賞（アメリカこっかかがくしょう、National Medal of ScienceまたはPresidential Medal of Science）は、アメリカ合衆国大統領によって、科学や工学の世界において、その貢献が認められたアメリカ市民に送られる勲章・メダルである。対象となる主な学術分野は、行動科学、社会科学、生物学、化学、工学、数学、物理学に及ぶ。
その選考作業はアメリカ国立科学財団（NSF）が責務を持っている。

## 歴史
アメリカ国家科学賞の設立は、1959年8月25日にアメリカ合衆国議会で法案が可決された。設立当初は、物理、生物、数学、工学の分野における学者にむけられたものであった。1961年には、ケネディ大統領によって、委員会（The Committee on the National Science Foundation－NSF）が設けられ、運用はこの委員会が行うようになった。
最初のメダル（1962年度）は、1963年2月18日に、ケネディ大統領によってカリフォルニア工科大学のセオドア・フォン・カルマンへ贈られた。理由は、航空学における科学、工学、教育、機械学の基盤作りにおけるリーダーシップ。軍事における助言や、科学における国際協力の発展に貢献した、とされている。
1980年に、アメリカ科学振興協会 (AAAS) からの要請により、行動科学や社会科学もこの科学賞の視野にふくまれるようになった。
また、アメリカには国家科学賞に類似したNational Medal of Technology（ナショナル メダル オブ テクノロジー）があり、1992年には合同の社団であるNational Science and Technology Medals Foundationが設立された。

## 選考
選考は毎年、学界からの推薦（3年間有効）が行われ、12人で構成される委員会が選考を行い、最終的な授与の決断は大統領へ任される。
法案によれば、選考者は年に20名とされているが、実際には平均で12から15名が選ばれている。また、1971年、72年、77年、78年、80年、84年、85年度、また15年度以降においては、該当者は無しとされ、受賞者は出なかった。現在は休止されている。

## 受賞者

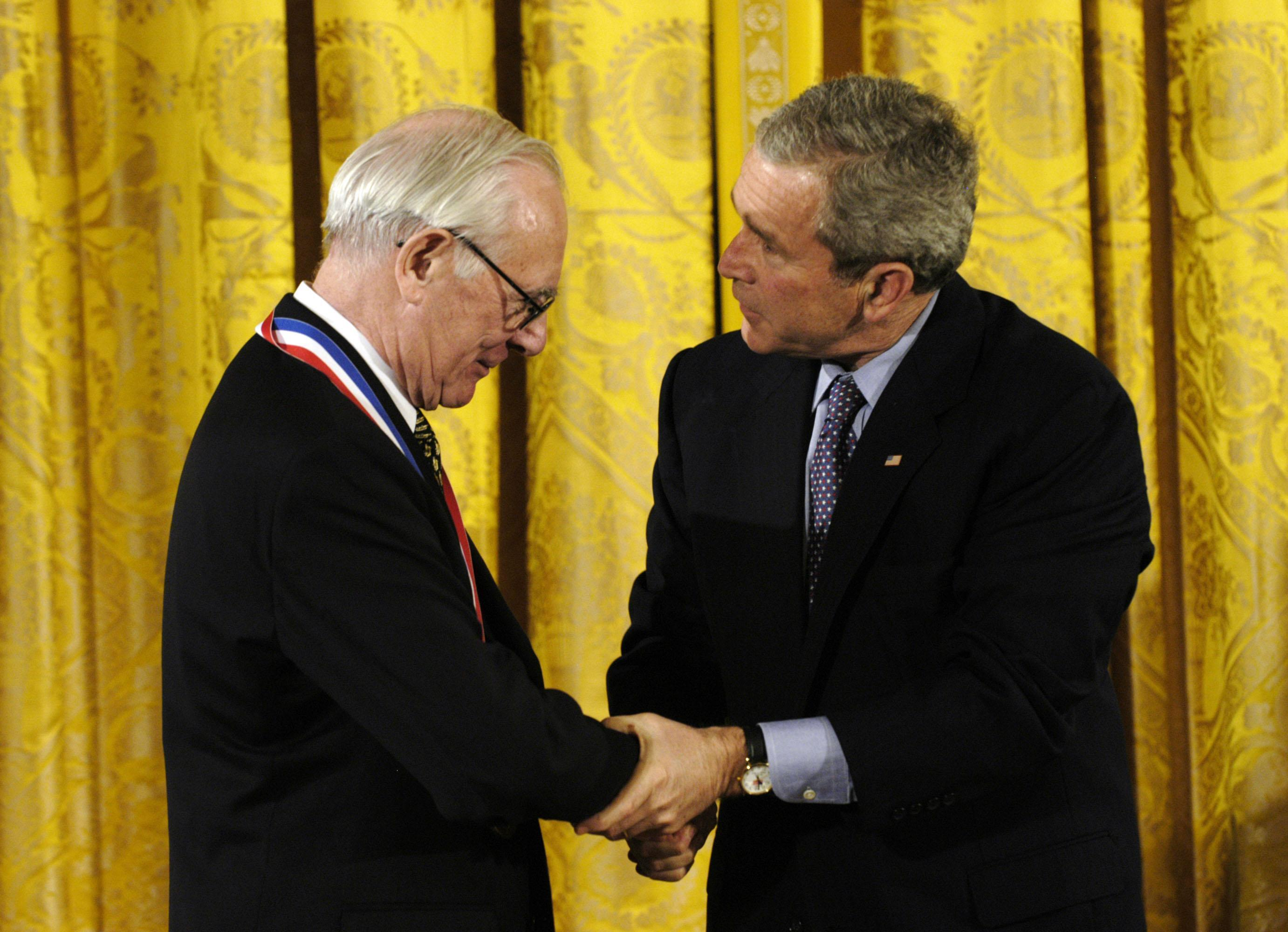
2006年2月13日の授賞式にて、2004年度のアメリカ国家科学賞の受賞者である、物理学のロバート・クレイトン（左）とブッシュ大統領(右）

アメリカ国家科学賞の候補者、受賞者はアメリカ市民権の保有者でなければならず、ノーベル賞の受賞者も多数いる。2014年現在に至るまで、506人へ授与されている。
- アメリカ国家科学賞受賞者の一覧